# Svante Natt och Dag
Svante Adam Knutsson Natt och Dag, född 31 december 1861 i Karlskrona amiralitetsförsamling, död 9 oktober 1906 i Stockholm, var en svensk sjömilitär och riksdagsman (liberal).

## Biografi
Svante Natt och Dag föddes 1861 i Karlskrona. Han var son till Knut Lechard Natt och Dag och Josefina Christina Antonia Wallgren. Natt och Dag blev 1874 extra kadett och 1 oktober 1875 elev vid Sjökrigsskolan, utexaminerad 18 oktober 1881. Han blev 24 oktober 1881 underlöjtnant vid flottan och deltog 1883–1885 vid fregatten Vanadis världsomsegling. Natt och Dag och 1898 lärare i sjökrigshistoria vid Sjökrigshögskolan, 1901 lärare i sjökrigskonst vid Sjökrigsskolan och 13 oktober 1886 löjtnant. Han tjänstgjorde i brittisk örlogstjänst från 1 oktober 1888 till 24 maj 1890 och blev 1 april 1892 kapten. År 1894 blev han ledamot av Örlogsmannasällskapet och 1895 ledamot av kommissionen för avgivande av förslag till utbildningsregelemtet för flottan. Natt och Dag tjänstgjorde från 1897 till 1898 vid flottans stab och från 1898 till 1902 som adjutant hos chefen för sjökigsskolan. Han var lärare vid sjökigshögskolan från 1898 och vid sjökrigsksolan från 1901. Natt och Dag utnämndes 30 november 1901 till riddare av Svärdsorden och blev sama år ledamot av Kungliga Samfundet för utgivande av handskrifter rörande Skandinaviens historia. Han blev 30 september 1901 kommendörkapten av andra graden. Natt och Dag avled 1906 i Stockholm.
Han var riksdagsledamot för liberala samlingspartiet i andra kammaren för Stockholms stads valkrets åren 1903–1906. I riksdagen var han bland annat ledamot i särskilda utskottet 1906. Som politiker verkade han främst i försvarsfrågor.

### Familj
Natt och Dag gifte sig 7 oktober 1891 i Mariestad med Helena Marika Bolinder (född 1867), dotter till landssekreteraren Axel Magnus Bolinder och Elisabet Augusta Hallberg. De fick tillsammans barnen underlöjtnanten Knut Axel Svantesson Natt och Dag (född 1892), Margareta Natt och Dag (1894–1923) som var gift med filosofie doktorn Nils Sylvén och Anna Natt och Dag (1896–1919).